# Hamptophryne
Hamptophryne is een geslacht van kikkers uit de familie smalbekkikkers (Microhylidae). De groep werd voor het eerst wetenschappelijk beschreven door Antenor Leitão de Carvalho in 1954. Later werd de wetenschappelijke naam Altigius  gebruikt.
Er zijn twee soorten, het geslacht was lange tijd monotypisch en werd alleen door de soort Hamptophryne boliviana vertegenwoordigd. Later werd Hamptophryne alios aan het geslacht toegekend.

## Verspreiding en habitat
De soorten komen voor in delen van Zuid-Amerika, en leven in de landen Bolivia, Brazilië, Colombia, Ecuador, Frans-Guyana, Guyana, Peru, Suriname en Venezuela.

## Taxonomie
Geslacht Hamptophryne
- Soort Hamptophryne alios
- Soort Hamptophryne boliviana

Chiasmocleis · 
Ctenophryne · 
Dasypops · 
Dermatonotus · 
Elachistocleis · 
Gastrophryne · 
Hamptophryne · 
Hypopachus · 
Nelsonophryne